# Каа
Каа, Гор Каа («Гор — Високий Рукою») — останній правитель I династії Раннього царства Давнього Єгипту (бл. 2890 до н. е.). З Абідоського списку його ім'я відоме як Кебех чи Кебху. Згідно з Манефоном, Каа (якого він називає Біенехесом) правив 26 років.

## Життєпис
Про події часу царювання Кебху відомо тільки, що він відсвяткував «хеб-сед». Зображення на кістці бородатого бранця і напису над ним — «північно-східна сторона», що звичайно перекладається як «Азія», може говорити про війну Каа з кочівниками Синайського півострова.
Каа звів для себе велику мастабу (так звана «гробниця Q») у некрополі Умм ель-кааб в Абідосі. Розміри мастаби Каа становлять 30×23 м. На відміну від усипальниць попередніх трьох царів, гробниця Каа звернена виходом на північ, зовсім як гробниці царів наступного Стародавнього царства. Можливо, що за цією зміною крилося велике зрушення в загробних уявленнях єгиптян. Якщо Дена «тягнуло» з мороку на землю, до світла, назустріч сонцю, що сходить, то Каа уже прагнув у небесну далечінь, у товариство «невмирущих», тобто зірок, що не заходять, у північній частині неба.
Гробниця Каа примітна і будівельними досягненнями, тому що в ньому влаштований хибний склеп. До дня смерті Каа, в його гробниці в Абідосі був готовий тільки середній склеп. Приміщення довкола нього добудовувалися наспіх з непросохлої цегли-сирцю, що призвело потім до осідання й обвалу стін. Але те, що ця гробниця була значних розмірів, а поховання багатим (кам'яний посуд, золото), і та обставина, що поважний придворний Сабеф залишив поруч зі склепом царя свою плиту виключає насильницьке скинення Кебху.
Від часу правління цього фараона збереглося ще кілька джерел, що підтверджують, що при Каа Єгипет продовжував свій розвиток. У гробниці одного з чиновників Каа в Саккарі була виявлена стела, що наводить ім'я фараона з повною титулатурою. Окрім того, вона ясно вказує на проведення за правління Каа другої церемонії хеб-сед, що підтверджує Манефон. Визначні пам'ятники часу Каа збереглися й у районі поховань періоду I династії.